# أجيل (قمر اصطناعي)
كاشف أشعة غاما خفيف الوزن للتصوير الفلكي أو أجيل اختصارًا (بالإيطالية: Astro-rivelatore Gamma a Immagini Leggero، يُختصر إلى AGILE)‏، هو قمر اصطناعي صغير لأشعة السينية وأشعة غاما تابع لوكالة الفضاء الايطالية أطلق في 23 أبريل 2007 من مركز ساتيش داوان للفضاء التابع لمنظمة البحوث الفضائية الهندية.

## الإطلاق والعمليات
تم إطلاق أجيل بنجاح في 23 أبريل 2007، من قاعدة سريهاريكوتا الهندية وأدخل في مدار استوائي منخفض. في 23 أبريل 2007، اتصلت وكالة الفضاء الايطالية مع أجيل بنجاح؛ ثم استحوذت المحطة الأرضية في مركز بروجليو الفضائي بالقرب من ماليندي، كينيا، على إشاراته ووضع في وضع يشير إلى الشمس.

## الأهداف
مهمة أجيل هي مراقبة مصادر أشعة غاما في الكون. وتشمل الأهداف العلمية الرئيسية للبعثة أجيل دراسة:
- النواة المجرية النشطة
- انفجارات أشعة غاما
- مصادر الأشعة السينية وأشعة غاما المجرية
- مصادر غاما الغير محددة
- انتشار انبعاثات غاما المجرية
- انتشار انبعاثات غاما خارج المجرة
- الفيزياء الأساسية

وتشمل أجهزة أجيل جهاز حساس للكشف عن أشعة غاما في نطاق الطاقة 30 مليون إلكترون فلط - 50 جيغا إلكترون فولت، وجهاز SuperAGILE فائق الحساسية لرصد الأشعة السينية الشديدة النفاذ في نطاق طاقة 18-60 كيلو فولت، وجهاز قياس كالوريمتر-صغير مكشاف حساس للأشعة غاما في نطاق الطاقة 350 ألف إلكترون فلط- 100 مليون إلكترون فلط.